# Nord-Troms
Nord-Troms er et distrikt i den nordøstlige del af det Troms fylke i Norge, beliggende mellem Malangen i syd og fylkesgrænsen til Finnmark i øst, som omfatter de ni kommuner Balsfjord, Tromsø, Karlsøy, Lyngen, Storfjord, Kåfjord, Skjervøy, Nordreisa og Kvænangen. Nord-Troms har et samlet areal på 14.471 kvadratkilometer og 95.096 indbyggere (1. juli 2013). Regionsenteret er byen Tromsø.
Hele området, undtagen Balsfjord og Tromsø, indgår i Tiltakssonen for Finnmark og Nord-Troms, som har  særligt gunstige distriktspolitiske bestemmelser.
Nord-Troms var oprindelig en del af det historiske Finnmark, og var da hovedsagelig befolket af samer og kvener. De øvrige dele af nutidens Troms indgik i Hålogaland. Efterhånden som den norrøne bosættelse strakte sig stadig længere mod nord,  blev Nord-Troms indlemmet i Nordlandenes amt som en del af Senjen og Tromsø fogderi. fogderiet blev overført til Vardøhus amt i 1789, udskilt  som Tromsø Amt i 1866, og omdøbt til Troms fylke i 1919.

## Administrative inddelinger
- Balsfjord, Tromsø og Karlsøy har et eget regionrådssamarbejde, de øvrige kommuner deltager i Nord-Troms Regionråd.
- Balsfjord indgår i Indre Troms provsti, Tromsø og Karlsøy i Tromsø domprovsti, og de øvrige kommuner i Nord-Troms provsti, alle under Nord-Hålogaland bispedømme i Den norske kirke.
- Distriktet udgør sammen med Svalbard domsmyndighedsområdet til Nord-Troms tingret under Hålogaland lagdømme.
- Distriktet indgik i det tidligere Senjen og Tromsø fogderi.
- Tromsøregionen er en af Norges 15 byregioner